# Янчуй (приток Верхней Ангары)
Янчу́й — река в Северо-Байкальском районе Бурятии. Левый приток Верхней Ангары.
Длина реки — 87 км. Площадь водосборного бассейна — 1090 км².
Берёт начало из озера на северной стороне Муяканского хребта у границы Северо-Байкальского и Муйского районов. Высота истока около 1433 м над уровнем моря. Течёт на северо-запад в горно-таёжной местности. В 3 км по прямой от устья реку пересекает Байкало-Амурская магистраль и автодорога Северобайкальск — Таксимо. Впадает с юга в Верхнюю Ангару в 288 км от её устья. Высота устья — 515 м над уровнем моря. Входит в Ангаро-Байкальский бассейновый округ.

## Гидрология
| Средний расход воды (м³/с) реки Янчуй по месяцам с 1975 по 1997 гг. (замеры производились на гидрологическом посту в районе разъезда Янчуй) |